# Waterpolo op de Olympische Zomerspelen
Waterpolo is een van de sportdisciplines die in teamverband op de Olympische Zomerspelen wordt beoefend.
Deze sporttak is een van de vijf disciplines binnen de olympische sport zwemmen en stond in 1900 voor het eerst op het programma van de Olympische Spelen. Het toernooi van 1904 wordt als demonstratie toernooi gezien. Tot en met de Spelen van 1996 werd deze alleen door mannen op de Spelen beoefend. In 2000 werd deze sportdiscipline voor de vrouwen aan het olympische programma toegevoegd.
De vier andere olympische zwemdisciplines zijn baanzwemmen, openwaterzwemmen, schoonspringen en synchroonzwemmen.

## Onderdelen
| Onderdeel | 96 | 00 | 04 | 08 | 12 | 20 | 24 | 28 | 32 | 36 | 48 | 52 | 56 | 60 | 64 | 68 | 72 | 76 | 80 | 84 | 88 | 92 | 96 | 00 | 04 | 08 | 12 | 16 | 20 | 24 | Totaal |
| --------- | -- | -- | -- | -- | -- | -- | -- | -- | -- | -- | -- | -- | -- | -- | -- | -- | -- | -- | -- | -- | -- | -- | -- | -- | -- | -- | -- | -- | -- | -- | ------ |
| Mannen    |    | •  | d  | •  | •  | •  | •  | •  | •  | •  | •  | •  | •  | •  | •  | •  | •  | •  | •  | •  | •  | •  | •  | •  | •  | •  | •  | •  | •  | •  | 27     |
| Vrouwen   |    |    |    |    |    |    |    |    |    |    |    |    |    |    |    |    |    |    |    |    |    |    |    | •  | •  | •  | •  | •  | •  | •  | 7      |
| Totaal    | 0  | 1  | 0  | 1  | 1  | 1  | 1  | 1  | 1  | 1  | 1  | 1  | 1  | 1  | 1  | 1  | 1  | 1  | 1  | 1  | 1  | 1  | 1  | 2  | 2  | 2  | 2  | 2  | 2  | 2  | 35     |

## Medailles

### Medaillewedstrijden

#### Mannen
| Jaar | Finale           | Finale  | Finale               |                          | 3e / 4e plaats | 3e / 4e plaats           | 3e / 4e plaats |
| Jaar | Goud             | Uitslag | Zilver               | Brons                    | Uitslag        | 4e                       |                |
| ---- | ---------------- | ------- | -------------------- | ------------------------ | -------------- | ------------------------ | -------------- |
| 1900 | Groot-Brittannië | 7-2     | België               | Frankrijk-I Frankrijk-II | (1)            |                          |                |
| 1908 | Groot-Brittannië | 9-2     | België               | Zweden                   | (1)            | Nederland                |                |
| 1912 | Groot-Brittannië | (2)     | Zweden               | België                   | (2)            | Oostenrijk               |                |
| 1920 | Groot-Brittannië | (2)     | België               | Zweden                   | (2)            | Verenigde Staten         |                |
| 1924 | Frankrijk        | (2)     | België               | Verenigde Staten         | (2)            | Zweden                   |                |
| 1928 | Duitsland        | 5-2 nv  | Hongarije            | Frankrijk                | 8-1            | Groot-Brittannië         |                |
| 1932 | Hongarije        | (3)     | Duitsland            | Verenigde Staten         | (3)            | Japan                    |                |
| 1936 | Hongarije        | (3)     | Duitsland            | België                   | (3)            | Frankrijk                |                |
| 1948 | Italië           | (3)     | Hongarije            | Nederland                | (3)            | België                   |                |
| 1952 | Hongarije        | (3)     | Joegoslavië          | Italië                   | (3)            | Verenigde Staten         |                |
| 1956 | Hongarije        | (3)     | Joegoslavië          | Sovjet-Unie              | (3)            | Italië                   |                |
| 1960 | Italië           | (3)     | Sovjet-Unie          | Hongarije                | (3)            | Joegoslavië              |                |
| 1964 | Hongarije        | (3)     | Joegoslavië          | Sovjet-Unie              | (3)            | Italië                   |                |
| 1968 | Joegoslavië      | 13-11   | Sovjet-Unie          | Hongarije                | 9-4            | Italië                   |                |
| 1972 | Sovjet-Unie      | (3)     | Hongarije            | Verenigde Staten         | (3)            | Bondsrepubliek Duitsland |                |
| 1976 | Hongarije        | (3)     | Italië               | Nederland                | (3)            | Roemenië                 |                |
| 1980 | Sovjet-Unie      | (3)     | Joegoslavië          | Hongarije                | (3)            | Spanje                   |                |
| 1984 | Joegoslavië      | (3)     | Verenigde Staten     | Bondsrepubliek Duitsland | (3)            | Spanje                   |                |
| 1988 | Joegoslavië      | 9-7 nv  | Verenigde Staten     | Sovjet-Unie              | 14-13          | Bondsrepubliek Duitsland |                |
| 1992 | Italië           | 9-8 nv  | Spanje               | Gezamenlijk team         | 8-4            | Verenigde Staten         |                |
| 1996 | Spanje           | 7-5     | Kroatië              | Italië                   | 20-18 nv       | Hongarije                |                |
| 2000 | Hongarije        | 13-6    | Rusland              | Joegoslavië              | 8-3            | Spanje                   |                |
| 2004 | Hongarije        | 8-7     | Servië en Montenegro | Rusland                  | 6-5            | Griekenland              |                |
| 2008 | Hongarije        | 14-10   | Verenigde Staten     | Servië                   | 6-4            | Montenegro               |                |
| 2012 | Kroatië          | 8-6     | Italië               | Servië                   | 12-11          | Montenegro               |                |
| 2016 | Servië           | 11-7    | Kroatië              | Italië                   | 12-10          | Montenegro               |                |
| 2020 | Servië           | 13-10   | Griekenland          | Hongarije                | 9-5            | Spanje                   |                |
| 2024 | Servië           | 13-11   | Kroatië              | Verenigde Staten         | 11-8           | Hongarije                |                |

(1) Wedstrijd om derde plaats niet gespeeld.
(2) Wedstrijd niet gespeeld vanwege toernooivorm, zie details bij betreffende toernooi.
(3) Wedstrijd was een van de wedstrijden uit het toernooi (toernooivorm met groepen).

#### Vrouwen
| Jaar | Finale           | Finale  | Finale           |                  | 3e / 4e plaats | 3e / 4e plaats   | 3e / 4e plaats |
| Jaar | Goud             | Uitslag | Zilver           | Brons            | Uitslag        | 4e               |                |
| ---- | ---------------- | ------- | ---------------- | ---------------- | -------------- | ---------------- | -------------- |
| 2000 | Australië        | 4-3     | Verenigde Staten | Rusland          | 4-3            | Nederland        |                |
| 2004 | Italië           | 10-9 nv | Griekenland      | Verenigde Staten | 6-5            | Australië        |                |
| 2008 | Nederland        | 9-8     | Verenigde Staten | Australië        | 9-9 ns (3-2)   | Hongarije        |                |
| 2012 | Verenigde Staten | 8-5     | Spanje           | Australië        | 13-11          | Hongarije        |                |
| 2016 | Verenigde Staten | 12-5    | Italië           | Rusland          | 12-12 ns (7-6) | Hongarije        |                |
| 2020 | Verenigde Staten | 14-5    | Spanje           | Hongarije        | 11-9           | Russische ploeg  |                |
| 2024 | Spanje           | 11-9    | Australië        | Nederland        | 11-10          | Verenigde Staten |                |

### Meervoudige medaillewinnaars (individueel)
De onderstaande tabel geeft de 'succesvolste medaillewinnaars’ bij waterpolo weer.
|                        | Olympiër                                                                      | Jaren     | Goud | Zilver | Brons | Totaal | Onderdeel |
| ---------------------- | ----------------------------------------------------------------------------- | --------- | ---- | ------ | ----- | ------ | --------- |
| 01                     | Dezső Gyarmati                                                                | 1948-1964 | 3    | 1      | 1     | 5      | mannen    |
| 02                     | György Kárpáti                                                                | 1952-1964 | 3    | 0      | 1     | 4      | mannen    |
| 0"                     | Dušan Mandić                                                                  | 2012-2024 | 3    | 0      | 1     | 4      | mannen    |
| 04                     | Paul Radmilovic Charles Sydney Smith                                          | 1908-1920 | 3    | 0      | 0     | 3      | mannen    |
| 0"                     | Tibor Benedek Péter Biros Tamás Kásás Gergely Kiss Tamás Molnár Zoltán Szécsi | 2000-2008 | 3    | 0      | 0     | 3      | mannen    |
| 0"                     | Melissa Seidemann Maggie Steffens                                             | 2012-2020 | 3    | 0      | 0     | 3      | vrouwen   |
| 0"                     | Nikola Jakšić Sava Ranđelović                                                 | 2016-2024 | 3    | 0      | 0     | 3      | mannen    |
| 16                     | László Jeney                                                                  | 1948-1960 | 2    | 1      | 1     | 4      | mannen    |
| 17                     | Olivér Halassy Márton Homonnai                                                | 1928-1936 | 2    | 1      | 0     | 3      | mannen    |
| 0"                     | István Szívós sr.                                                             | 1948-1956 | 2    | 1      | 0     | 3      | mannen    |
| 0"                     | Aleksei Barkalov                                                              | 1968-1980 | 2    | 1      | 0     | 3      | mannen    |
| 0"                     | / Perica Bukić                                                                | 1984-1996 | 2    | 1      | 0     | 3      | mannen    |
| 0"                     | Kami Craig                                                                    | 2008-2016 | 2    | 1      | 0     | 3      | vrouwen   |
| 23                     | Mihály Mayer                                                                  | 1956-1968 | 2    | 0      | 2     | 4      | mannen    |
| 0"                     | Duško Pijetlović Andrija Prlainović                                           | 2008-2020 | 2    | 0      | 2     | 4      | mannen    |
| 26                     | Kálmán Markovits                                                              | 1952-1960 | 2    | 0      | 1     | 3      | mannen    |
| 0"                     | Ottó Boros Tivadar Kanizsa                                                    | 1956-1964 | 2    | 0      | 1     | 3      | mannen    |
| 0"                     | Stefan Mitrović Gojko Pijetlović                                              | 2012-2020 | 2    | 0      | 1     | 3      | mannen    |
| Vier of meer medailles |                                                                               |           |      |        |       |        |           |
|                        | Joseph Pletincx                                                               | 1908-1924 | 0    | 3      | 1     | 4      | mannen    |
|                        | András Bodnár                                                                 | 1960-1972 | 1    | 1      | 2     | 4      | mannen    |
|                        | Endre Molnár István Szívós jr.                                                | 1968-1980 | 1    | 1      | 2     | 4      | mannen    |
|                        | Heather Petri Brenda Villa                                                    | 2000-2012 | 1    | 2      | 1     | 4      | vrouwen   |

### Medaillespiegel
N.B. Medaillespiegel is bijgewerkt tot en met de Olympische Spelen van 2024.
| Plaats | Land                     | NOC    | Goud | Zilver | Brons | Totaal |
| ------ | ------------------------ | ------ | ---- | ------ | ----- | ------ |
| 1      | Hongarije                | HUN    | 9    | 3      | 5     | 17     |
| 2      | Italië                   | ITA    | 4    | 3      | 3     | 10     |
| 3      | Groot-Brittannië         | GBR    | 4    | 0      | 0     | 4      |
| 4      | Verenigde Staten         | USA    | 3    | 5      | 5     | 13     |
| 5      | Joegoslavië              | YUG    | 3    | 4      | 1     | 8      |
| 6      | Servië                   | SRB    | 3    | 0      | 2     | 5      |
| 7      | Spanje                   | ESP    | 2    | 3      | 0     | 5      |
| 8      | Sovjet-Unie              | URS    | 2    | 2      | 3     | 7      |
| 9      | Kroatië                  | CRO    | 1    | 3      | 0     | 4      |
| 10     | Duitsland                | GER    | 1    | 2      | 0     | 3      |
| 11     | Frankrijk                | FRA    | 1    | 0      | 3     | 4      |
| 12     | Australië                | AUS    | 1    | 1      | 2     | 4      |
| 13     | Nederland                | NED    | 1    | 0      | 3     | 4      |
| 14     | België                   | BEL    | 0    | 4      | 2     | 6      |
| 15     | Griekenland              | GRE    | 0    | 2      | 0     | 2      |
| 16     | Rusland                  | RUS    | 0    | 1      | 3     | 4      |
| 17     | Zweden                   | SWE    | 0    | 1      | 2     | 3      |
| 18     | Servië en Montenegro     | SCG    | 0    | 1      | 0     | 1      |
| 19     | Gezamenlijk team         | EUN    | 0    | 0      | 1     | 1      |
| 19     | Bondsrepubliek Duitsland | FRG    | 0    | 0      | 1     | 1      |
| Totaal | Totaal                   | Totaal | 35   | 35     | 36*   | 103    |

1900: twee bronzen medailles toegekend.
1904: dit toernooi is niet meegeteld.
Parijs 1900 · 
St. Louis 1904 · 
Londen 1908 · 
Stockholm 1912 · 
Antwerpen 1920 · 
Parijs 1924 · 
Amsterdam 1928 · 
Los Angeles 1932 · 
Berlijn 1936 · 
Londen 1948 · 
Helsinki 1952 · 
Melbourne 1956 · 
Rome 1960 · 
Tokio 1964 · 
Mexico-stad 1968 · 
München 1972 · 
Montréal 1976 · 
Moskou 1980 · 
Los Angeles 1984 · 
Seoel 1988 · 
Barcelona 1992 · 
Atlanta 1996 · 
Sydney 2000 · 
Athene 2004 · 
Peking 2008 · 
Londen 2012 · 
Rio de Janeiro 2016 · 
Tokio 2020 · 
Parijs 2024 · 
Los Angeles 2028
Medaillewinnaars
Olympische Zomerspelen
Olympische Winterspelen
Gerelateerd
Olympische Jeugdspelen · Paralympische Spelen · Deaflympische Spelen · Special Olympic World Games
IOC · COA · BOIC · NOC*NSF · NAOC · SOC